# حنان عواد
حَنان احمد عَوّاد (۱۹۵۱) شاعر، نویسنده و فعال فلسطینی است. در قدس به دنیا آمد. تحصیلات تکمیلی خود را در چندین دانشگاه عربی و بین‌المللی از جمله دانشگاه مک‌گیل ادامه داد و دو مدرک کارشناسی ارشد و دکترای خود را گرفت. پس از فارغ‌التحصیلی به وطن بازگشت و به عضویت مؤسس دانشگاه قدس و مدرس دانشگاه بیرزیت درآمد. به عنوان مدرس در دانشکدهٔ علوم ابودیس کار کرد. او رئیس و بنیان‌گذار اتحادیهٔ بین‌المللی زنان برای صلح و آزادی، شاخهٔ فلسطین از سال ۱۹۸۸ است. در طی سال‌های حرفهٔ خود، نقش مهمی در دفاع از مسئلهٔ فلسطین ایفا کرد و در محافل فرهنگی عرب به عنوان «سفیرهٔ انتفاضه» و «عاشق وطن» شهرت یافت. آثار بسیاری از شعر، نثر، خاطرات، ادبیات فلسطین و مطالعات انتقادی منتشر کرده است.

## زندگی و پیشه
حنان احمد عوّاد در سال ۱۹۵۱ در قدس، ادارهٔ اردنی کرانهٔ باختری، به دنیا آمد. در مدارس آنجا تحصیل کرد. پدرش یک مهندس برق و تاجر بود.در سال ۱۹۷۱ از دانشکدهٔ معلمان رام‌الله دیپلم آموزش و پرورش گرفت. سپس در سال‌های ۱۹۷۵ و ۱۹۷۷ لیسانس ادبیات عرب و کارشناسی ارشد علوم انسانی را از مؤسسه مطالعات آسیایی و آفریقایی در قدس دریافت کرد. او همچنین مدرک فوق لیسانس خود را از دانشگاه الازهر در سال ۱۹۷۶ و مدرک کارشناسی ارشد را در رشتهٔ علوم انسانی از دانشگاه مک‌گیل کانادا گرفت.
پس از فارغ‌التحصیلی به وطن بازگشت و به عضویت مؤسس دانشگاه قدس درآمد و مدرس دانشگاه بیرزیت شد. نوشتن را از سنین پایین در روزنامهٔ «القدس» و «الشعب» وابسته به سازمان آزادیبخش فلسطین، شروع کرد و وضعیت فلسطین را به سبک ادبی و بلاغی بیان می‌کرد. به کار انقلابی درآمد. عواد مدتی مدیر دفتر و مشاور فرهنگی یاسر عرفات بود. به نمایندگی از او به هنگام حصرش، سفرهای گسترده‌ای را انجام داد و با پیام‌ها و بیانیه‌ها به رؤسای جمهور و کنفرانس‌ها در کشورهای مختلف جهان، نمایندهٔ او شد. او مناصب بسیاری را در امور عمومی داشته و دارد، از جمله:عضو مجلس ملی فلسطین، رئیس روابط بین‌الملل اتحادیهٔ نویسندگان فلسطین، رئیس انجمن جهانی قلم شاخهٔ فلسطین، رئیس سازمان جهانی زنان برای صلح و آزادی شاخهٔ فلسطین، مشاور فرهنگی استانداری قدس و وزارت ارتباطات، بنیانگذار اتحادیه نویسندگان فلسطین در سرزمین‌های اشغالی و بنیانگذار بسیاری از شاخه‌های فلسطینی در نهادهای مهم بین‌المللی است. علاوه بر تدریس در دانشگاه قدس، دانشگاه بیرزیت و دانشگاه مک گیل، او یکی از اعضای مؤسس روزنامهٔ «الشعب»، از اعضای مؤسس انجمن روزنامه‌نگاران فلسطین و عضو کنفرانس ملی عربی، از اعضای مؤسس دانشگاه قدس و رئیس گروه فرهنگی آن، عضو هیئت امنای شورای عرب در قدس و عضو مشاور مجلهٔ «المواکب» است.
اشعار او به دلیل تأثیرات تجاوزگری اسرائیل، رنگ و بویی میهنی دارد و به هر دو نوع کلاسیک و آزاد می‌سراید. محمد ابوشاور دربارهٔ او گفته است: «ویژگی شعر او مبارزه و تجلیل از قهرمانان فلسطینی است. شعر او انقلابی است و به مسائل سرزمین اشغالی با سبکی جذاب و کلامی ظریف پرداخته است.»

## زندگی شخصی
او به خاطر ظاهرش معروف است که همواره کوفیهٔ فلسطینی می‌پوشد که نماد مبارزات فلسطینی و نشان‌دهندهٔ مواضع ملی اوست.

## آثار
از جمله مجموعه شعرهای وی:
- من دمي أكتب: دار الطباعه العربیه، قدس، ۱۹۸۳.
- الفارس يزف إلى الوطن: دار الاسوار، عکا، ۱۹۸۸.
- اخترت الخطر: اتحادیهٔ نویسندگان فلسطین، ۱۹۸۹.
- صدى الحنين: دار المشارق، بیروت، ۱۹۹۲.
- فارس الليلك يناجي رابعة: من ملحمة الرحيل والعودة: دار الرعاة، رام‌الله، ۲۰۲۱.

مطالعات:
- أثر النكبة في أدب سميرة عزّام
- المرأة في الشعر الفلسطيني
- القضايا العربية في أدب غادّة السمّان: دار الطلیعه، بیروت، ۱۹۸۹.
- قضايا عربية في أدب غادة السمان؛ في فترة ما بين 1962 و 1975: دار الطلیعه، بیروت، ۱۹۸۹.
- حوار الاسلاك الشائكة: سازمان آزادیبخش فلسطین، قاهره، ۱۹۹۳.
- في البدء أنت فلسطين: يوميات الحصار حنان عواد: دار الشروق، رام‌الله، ۲۰۰۴.
- ذاكرة الترف النرجسي: قناديل على نافذة العمر: حیفا، کتابخانهٔ کل شیء، ۲۰۲۱.
- المرأة رمز وقضية: صورة المرأة في الأدب الفلسطيني المقاوم: حیفا، کتابخانهٔ کل شیء، ۲۰۲۳.